# هورست جروسمان
هورست غروسمان (19 نوفمبر 1891 - 4 مايو 1972) كان جنرالًا ألمانيًا في الفيرماخت ألمانيا النازية خلال الحرب العالمية الثانية الذي قاد فرقة المشاة السادسة. وقد حصل على وسام الفارس الصليبي الحديدي بأوراق البلوط.

## الجوائز والأوسمة
- الصليب الحديدي (1914) الدرجة الثانية (1 أكتوبر 1914) والدرجة الأولى (25 أكتوبر 1916) [1]
- مشبك الصليب الحديدي (1939) الدرجة الثانية (18 مايو 1940) والدرجة الأولى (28 مايو 1940)
- الصليب الألماني في الذهب في 11 فبراير 1943 بصفته اللواء الرائد وقائد فرقة المشاة السادسة [2]
- وسام الفارس الصليبي الحديدي بأوراق البلوط
  - صليب الفارس في 19 يوليو 1940 بصفته أوبرست وقائد فوج المشاة 84 [3]
  - بأوراق البلوط يوم 4 سبتمبر 1943 كجينيرال لوتنانت وقائد فرقة المشاة 6

### اقتباسات
1. ↑  Thomas 1997, p. 226.
2. ↑  Patzwall & Scherzer 2001, p. 150.
3. ↑  Scherzer 2007, p. 351.

### قائمة المراجع
- Patzwall, Klaus D.; Scherzer, Veit (2001). Das Deutsche Kreuz 1941 – 1945 Geschichte und Inhaber Band II [The German Cross 1941 – 1945 History and Recipients Volume 2] (بالألمانية). Norderstedt, Germany: Verlag Klaus D. Patzwall. ISBN:978-3-931533-45-8.
- Scherzer, Veit (2007). Die Ritterkreuzträger 1939–1945 Die Inhaber des Ritterkreuzes des Eisernen Kreuzes 1939 von Heer, Luftwaffe, Kriegsmarine, Waffen-SS, Volkssturm sowie mit Deutschland verbündeter Streitkräfte nach den Unterlagen des Bundesarchives [The Knight's Cross Bearers 1939–1945 The Holders of the Knight's Cross of the Iron Cross 1939 by Army, Air Force, Navy, Waffen-SS, Volkssturm and Allied Forces with Germany According to the Documents of the Federal Archives] (بالألمانية). Jena, Germany: Scherzers Militaer-Verlag. ISBN:978-3-938845-17-2.
- Thomas, Franz (1997). Die Eichenlaubträger 1939–1945 Band 1: A–K [The Oak Leaves Bearers 1939–1945 Volume 1: A–K] (بالألمانية). Osnabrück, Germany: Biblio-Verlag. ISBN:978-3-7648-2299-6.

| مناصب عسكرية    | مناصب عسكرية                                   | مناصب عسكرية    |
| --------------- | ---------------------------------------------- | --------------- |
| سبقه {{{سبقه}}} | Commander of فرقة المشاة السادسة {{{الأعوام}}} | تبعه {{{تبعه}}} |
| سبقه {{{سبقه}}} | Commander of الفيلق 35 {{{الأعوام}}}           | تبعه {{{تبعه}}} |
| سبقه {{{سبقه}}} | Commander of LV Army Corps ‏ {{{الأعوام}}}      | تبعه {{{تبعه}}} |
| سبقه {{{سبقه}}} | Commander of فيلق الجيش السادس {{{الأعوام}}}   | تبعه {{{تبعه}}} |
| سبقه {{{سبقه}}} | Commander of فيلق الجيش السادس {{{الأعوام}}}   | تبعه {{{تبعه}}} |